# Trigonocolus
Trigonocolus är ett släkte av skalbaggar. Trigonocolus ingår i familjen vivlar.

## Dottertaxa tillTrigonocolus, i alfabetisk ordning[1]
- Trigonocolus alternans
- Trigonocolus amplicollis
- Trigonocolus bifasciatus
- Trigonocolus brachmanae
- Trigonocolus brevipes
- Trigonocolus carinicollis
- Trigonocolus castaneus
- Trigonocolus cingalensis
- Trigonocolus collaris
- Trigonocolus costalis
- Trigonocolus cuneatus
- Trigonocolus curvipes
- Trigonocolus distinctus
- Trigonocolus elegans
- Trigonocolus exaratus
- Trigonocolus fasciculosus
- Trigonocolus firmus
- Trigonocolus frater
- Trigonocolus gabonicus
- Trigonocolus hospes
- Trigonocolus infidus
- Trigonocolus interstitialis
- Trigonocolus longicollis
- Trigonocolus longimanus
- Trigonocolus longirostris
- Trigonocolus minutus
- Trigonocolus niger
- Trigonocolus orientalis
- Trigonocolus puncticollis
- Trigonocolus rubripes
- Trigonocolus rufus
- Trigonocolus sculptipennis
- Trigonocolus subfasciatus
- Trigonocolus sulcatus
- Trigonocolus suratus
- Trigonocolus tanganus
- Trigonocolus tibialis
- Trigonocolus validirostris